# William Foley
William Auguste Foley (ur. 21 kwietnia 1949 w Providence) – australijski językoznawca, profesor Uniwersytetu w Sydney, specjalizujący się w językach papuaskich i austronezyjskich. Najdonioślejszą jego pracą była książka pt. The Papuan Languages of New Guinea (1986). Współpracuje z Robertem Van Valinem przy rozwoju Role and Reference Grammar (RRG).
Doktorat z językoznawstwa uzyskał na Uniwersytecie Kalifornijskim w Berkeley.

## Publikacje (wybór)
- William A. Foley, Robert D. Van Valin jr., Functional syntax and universal grammar, Cambridge: Cambridge University Press, 1984. Brak numerów stron w książce
- William A. Foley, The Papuan Languages of New Guinea, Cambridge: Cambridge University Press, 1986, ISBN 0-521-28621-2, OCLC 13004531. Brak numerów stron w książce
- William A. Foley, The Yimas Language of New Guinea, Stanford: Stanford University Press, 1991, ISBN 0-8047-1582-3, OCLC 23767562. Brak numerów stron w książce
- William A. Foley, Linguistic prehistory in the Sepik-Ramu basin, [w:] Andrew Pawley i inni red., Papuan pasts: cultural, linguistic and biological histories of Papuan-speaking peoples, Canberra: Pacific Linguistics, Research School of Pacific and Asian Studies, Australian National University, 2005 (Pacific Linguistics 572), s. 109–144, ISBN 978-0-85883-562-7, OCLC 67292782.